# كايتانو خوسيه رودريغيز
كايتانو خوسيه رودريغيز (بالإسبانية: Cayetano José Rodríguez)‏ هو شاعر أرجنتيني، ولد في 1761، وتوفي في 21 يناير 1823.